# Anglická olympiáda
Anglická olympiáda je neoficiální název Soutěže v jazyce anglickém. Garantem soutěže je v současné době Národní institut dětí a mládeže MŠMT, který je garantem také dalších jazykových soutěží (němčina, francouzština, ruština, španělština a latina).
Soutěž je určena dětem ve věku cca 15 let a studentům středních škol ve věku cca 17 let.

## Charakteristika soutěže
Soutěž je svým zaměřením konverzační. Obsahuje test porozumění slyšenému a čtenému textu a konverzaci se členy poroty na dané téma, při níž porota hodnotí především slovní zásobu, výslovnost, gramatickou správnost, schopnost pohotové reakce a respektování zadaného tématu soutěžícím.

Účastníci soutěží v několika kategoriích podle věku a učební dotace hodin angličtiny na příslušné škole. Odlišují se základní školy od víceletých gymnázií a základních škol s rozšířenou výukou jazyků. 

## Organizace soutěže
Soutěž probíhá ve čtyřech postupových kolech: školním, okresním, krajském a celostátním. Nejnižší kategorie probíhá pouze ve dvou kolech. Zadání soutěžních kol vytváří pověřená komise na dané soutěžní úrovni. Celostátního kola, které organizuje Vysoká škola ekonomická v Praze, se účastní okolo 40 nejlepších žáků a studentů z celé České republiky.

## Soutěžní úkoly
Soutěžní úkoly celostátního kola mohou být například:
Komentujte následující výroky
- The best mirror is an old friend (George Herbert)
- Most rock journalism is people who can't write, interviewing people who can't talk, for people who can't read. (Frank Zappa)
- Computers make it easier to do a lot of things, but most of the things they make it easier to do don't need to be done. (Andy Rooney)

Odpovězte na otázky
- Why is friendship so important in our lives?
- Do you prefer TV, the Internet or newspapers? Why?
- Have computers brought only positives into our lives or are there any negative aspects as well?